# Août 1816

## Événements
- 3 août : création du Royaume d'Illyrie par la monarchie autrichienne. Le baron Latterman est nommé gouverneur civil et militaire du Royaume d’Illyrie[1].
- 19 août : les Britanniques rétrocèdent Java aux Pays-Bas. Les Hollandais installent une administration directe sur l’ensemble de leurs possessions[2].
- 21 août (9 août du calendrier julien) : Ioánnis Kapodístrias devient ministre des Affaires étrangères en Russie conjointement avec Charles Robert de Nesselrode (1816 - 1822)[3].
- 22 août (10 août du calendrier julien) : le prince Alexandre Nikolaïevitch Golitsyne devient ministre de l’instruction publique en Russie[4] (fin le 15/27 mai 1824).
- 23 août : autorisation d’enseigner le tchèque dans les lycées de Bohême (1816-1821)[5].
- 25 août :  Abel-François Villemain se voit décerner le prix d’éloquence de l’Académie française pour son Éloge de Montesquieu[6].
- 27 août : bombardement de la rade d’Alger par la flotte anglo-hollandaise (lord Exmouth et van Capellen). Libération des esclaves européens[7].

## Naissances
- 8 août : Filippo Parlatore (mort en 1877), botaniste italien.
- 21 août : Charles Frédéric Gerhardt (mort en 1856), chimiste alsacien.

## Décès
- 22 août : Pierre-Antoine Mougin (né en 1735), astronome français.
- 26 août : Charles Hubert Millevoye, poète français (° 1782).
- 29 août : Johann Hieronymus Schröter (né en 1745), astronome allemand.